# 軍艦旗
軍艦旗是軍艦悬挂以表示所屬海軍的海上旗幟，同时亦表明了船只的军用身份，通常在艦尾或主桅悬挂。在航行及日出至日落的停泊期间均会悬挂军舰旗。部分国家的海军在作战中往往会同时在桅杆上悬挂几面船旗，因为传统上认为降下船旗代表投降。
根据《聯合國海洋法公約》第20條约定潜水船及其他水中航行機器，在沿岸國的領海時必須在海面上航行並懸掛起所屬的旗幟。对潛艇而言，如懸掛起軍艦旗則與其他軍艦無異，在沿岸國的領海時無損其通航權。
政府船只（如海岸警卫队）及商船另有设计商船旗，若干海军另有制定舰艏旗，悬挂在舰艏。

## 设计

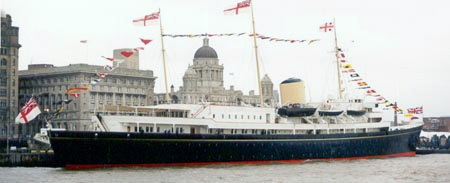
英国海军不列顛尼亞號：舰尾和主桅杆悬挂军舰旗，另在桅杆悬挂海军级别旗，舰艏悬挂舰艏旗。

部分国家并未单独制定单独的军舰旗、商船旗及政府船旗，而仅使用国旗的设计。另一些国家则使用国旗的变体，或单独设计海军旗。其设计可分类如下：

### 英国白船旗形式
英國皇家海軍的軍艦旗是白船旗。旗面为白地紅十字，左上方为國旗。其设计影响了众多前英国殖民地国家及其他国家的海军旗设计：
| 英国 |
| 英国 |

|  |
|  |

| 印度 |
| 印度 |

| 牙买加 |
| 牙买加 |

| 德意志帝國 （1871-1892） |
| 德意志帝國 （1871-1892） |

| 乌克兰 |
| 乌克兰 |

| 南非 |
| 南非 |

| 立陶宛 |
| 立陶宛 |

### 国旗图案变体形式
部分国家海军旗使用叠加军徽或锚形的旗帜作为海军旗：
| 埃及 |
| 埃及 |

| 阿尔及利亚 |
| 阿尔及利亚 |

| 哥伦比亚 |
| 哥伦比亚 |

| 摩洛哥 |
| 摩洛哥 |

| 義大利 |
| 義大利 |

|  |
|  |

| 泰國 |
| 泰國 |

| 沙烏地阿拉伯 |
| 沙烏地阿拉伯 |

### 国旗比例变体形式
部分国家海军旗使用国旗的长比例变体：
| 法國 |
| 法國 |

|  |
|  |

|  |
|  |

| 巴基斯坦 |
| 巴基斯坦 |

### 国旗的燕尾形式
北欧及中东欧国家的海军旗多采用国旗的燕尾形式：
| 丹麦 |
| 丹麦 |

| 挪威 |
| 挪威 |

| 瑞典 |
| 瑞典 |

| 冰島 |
| 冰島 |

| 芬兰 |
| 芬兰 |

| 德国 |
| 德国 |

| 爱沙尼亚 |
| 爱沙尼亚 |

| 波蘭 |
| 波蘭 |

### 苏联海军旗形式
苏联自1935年采用白底，下方蓝边的海军旗设计，影响了部分前社会主义国家：

### 歷史
| 苏联 （1950-1992） |
| 苏联 （1950-1992） |

| 罗马尼亚社会主义共和国 （1952-1965） |
| 罗马尼亚社会主义共和国 （1952-1965） |

| 阿爾巴尼亞社會主義人民共和國 （1958-1992） |
| 阿爾巴尼亞社會主義人民共和國 （1958-1992） |

| 保加利亞人民共和國 （1955-1990） |
| 保加利亞人民共和國 （1955-1990） |

### 現今
|  |
|  |

|  |
|  |

| 越南 |
| 越南 |

| 阿尔巴尼亚 |
| 阿尔巴尼亚 |

| 保加利亚 |
| 保加利亚 |

|  |
|  |

### 单独的海军旗设计
| 俄羅斯 （圣安德烈十字） |
| 俄羅斯 （圣安德烈十字） |

| 模里西斯 |
| 模里西斯 |

| 中华人民共和国 |
| 中华人民共和国 |

|  |
|  |

|  |
|  |

| 日本 （军舰旗，参见旭日旗） |
| 日本 （军舰旗，参见旭日旗） |

| 以色列 |
| 以色列 |

| 匈牙利 |
| 匈牙利 |